# Jules Moulier
Pour les articles homonymes, voir Moulier.
Ne doit pas être confondu avec Julie Moulier.
Jules Moulier ou Oxobi, né le 7 avril 1888 à Bidarray et mort 7 février 1958 à Bayonne, est un prêtre, bertsolari, poète, écrivain et académicien basque français de langue basque.

## Biographie
Jules Moulier fait ses études au séminaire de Larressore puis au grand séminaire de Nay où il accomplit des études supérieures. Le mal du pays le poussa à écrire puis à soutenir la langue et la culture basques. 
En 1912, Jules Moulier est nommé vicaire de Saint-Pierre-d'Irube et travaille avec Jean Hiriart-Urruty au journal Eskualduna. Jules Moulier, avec de nombreux autres prêtres, lancent le journal Gure Herria en 1921, ils tendent à promouvoir la cause basque. Une grande partie du travail au journal est accompli par Oxobi durant les premières années de mise en marche. Avec d'autres basquisants comme Mgr Jean Saint-Pierre, Louis Dassance et Jean Elizalde dit Zerbitzari, ils décident de créer un nouveau journal. Ce sera le journal Herria qui verra le jour en octobre 1944, sous l'impulsion du père Piarres Lafitte, premier directeur du journal.
Avec l'ouvrage publié en 1914 Boz-oihu-deiadar-nigar, il se fait particulièrement remarquer dans le domaine de la poésie, où il fait preuve d'une grande maîtrise de son art.
Mais il publie également des ouvrages dans d'autres domaines : Alegiak fables écrites en vers et publié en 1926, Heiatik zerura en 1935, Haur-elhe haurrentzat en 1944, Aintzina (en avant) en 1944, Otxalde en 1949.
En 1952, il est nommé membre titulaire à l'Académie de la langue basque.

### Poésies et fables
- Alegiak (contes), 1926, S. Lorda ;
- Heiatik Zerura (d'ici-bas jusqu'au ciel), 1935, La Presse ;
- Alegiak eta poemak, 1992, EEE - Susa ;
- Boz-Oihu! Deidar! Nigar! (voix-cri-alarme-larmes), 1913, Porché.

### Autres
- Haur-elhe haurrentzat (paroles d'enfants pour les enfants) ;
- Aintzina (en avant) en 1944 ;
- Otxalde en 1949.

### Bertsos
Au total plus de 80 bertsos, chants et contes :
- Ama, (mère) ;
- Xardina saltzailea, (la vendeuse de sardine) ;
- Oiharzunak mendian zer dion, (ce que raconte l'écho en montagne) ;
- Goñi zalduna (primé en 1949), (le chevalier Goni) ;
- Heiatik zerura (10 bertsus), (d'ici-bas jusqu'au ciel) ;
- Otxalderi, (à Otxalde) ;
- Axular idazleari (à l'écrivain Axular).